# Ленка (народ)
Ленка је назив за мезоамеричку етничку групу везану уз културу Маја, која постоји од око 900. п. н. е.. Они су владали подручјима које данас сачињавају Хондурас и Салвадор. 
За време шпанске инвазије Ленке су у источним деловима Салвадора организовали оружани отпор који је трајао десет година и завршио смрћу вође (caciquea) Лемпире. Ипак, династија Ленка није изумрла и њени потомци могу установити наследно право путем усмене предаје. 
Династија Ленка у Салвадору је прилично активна и укључена је у низ програма, делује у културним друштвима, универзитетима и месним заједницама како би очувала традицију. Њихов престолонаследник живи у изгнанству.